# Liste der Baudenkmale in Filsum
Die Liste der Baudenkmale in Filsum enthält die nach dem Niedersächsischen Denkmalschutzgesetz geschützten Baudenkmale in der niedersächsischen Gemeinde Filsum. Grundlage ist die veröffentlichte Denkmalliste des Landkreises Leer (Stand: 25. Juli 2016).
Baudenkmale sind „im Sinne des Gesetzes Bodendenkmale, bewegliche Denkmale und Denkmale der Erdgeschichte.“

## Ammersum
| Bild | Bezeichnung         | Lage                                                         | Beschreibung | Bauzeit | Eingetragen seit | Denkmal- nummer |
| ---- | ------------------- | ------------------------------------------------------------ | --- | ------- | ---------------- | --------------- |
| BW   | Gulfhaus (Gulfhaus) | Ammersum Dorfstraße 21 Flurstück: 030840-005-00042/003 Karte | Gulfhaus (Gulfhaus) eingeschossiger Wohnteil in Ziegelbauweise mit Giebelkam in. Gliederung durch Gesimse und Fensterverdachungen. Datier 1901; Einzeldenkmal gemäß § 3.2 NDSchG | 1901    |                  | 45700800013     |

## Filsum
| Bild | Bezeichnung                        | Lage                                                           | Beschreibung | Bauzeit                   | Eingetragen seit | Denkmal- nummer  |
| --- | ---------------------------------- | -------------------------------------------------------------- | --- | ------------------------- | ---------------- | ---------------- |
| [[Vorlage:Bilderwunsch/code!/C:53.231838,7.614125!/D:Siel (Brückensiel [Filsumer Siel]), Deichstraße Flurstück: 030839-020-00078/000!/\|BW]] | Siel (Brückensiel [Filsumer Siel]) | Filsum Deichstraße Flurstück: 030839-020-00078/000 Karte       | Siel (Brückensiel [Filsumer Siel]) Korbbogiges Gewölbesiel aus Ziegelmauerwerk. Bogenhaupt und Seitenflügel mit Sandsteinabdeckung. 1870. Ziegelmauerwerk wohl 1920–1930 erneuert. Nebenstehendes Schöpfwerk 1959 erbaut. Bedeutung: historisch, wissenschaftlich; wesentliche Begründung: 1.11 geschichtliche Bedeutung aufgrund des Zeugnis- und Schauwertes für Wirtschafts- und Technikgeschichte; Einzeldenkmal gemäß § 3.2 NDSchG; in Gruppe baulicher Anlagen: 457008Gr0004                               | 1870                      |                  | 457008.00016     |
| BW | Schöpfwerk (Schöpfwerk Filsum)     | Filsum Deichstraße 1 Flurstück: 030839-020-00078/000 Karte     | Schöpfwerk (Schöpfwerk Filsum) Eingeschossiger Ziegelbau unter Satteldach mit hölzerner Eingangsverdachung. 1959. Bedeutung: historisch, wissenschaftlich, städtebaulich; wesentliche Begründung: 1.11 geschichtliche Bedeutung aufgrund des Zeugnis- und Schauwertes für Wirtschafts- und Technikgeschichte; Gruppe gemäß § 3.3 NDSchG; in Gruppe baulicher Anlagen: 457008Gr0004 | 1959                      |                  | 45700800017      |
| BW | Gulfhaus (Gulfhaus)                | Filsum Leeraner Straße 8 Flurstück: 030839-020-00122/000 Karte | Gulfhaus (Gulfhaus) eingeschossiger Wohnteil mit Drempel; in der Giebelspitze Zierfachwerk. Wirtschaftsteil durch Gesimse gegliedert. Gebäude einheitlich 1912 errichtet. Einzeldenkmal gemäß § 3.2 NDSchG | 1912                      |                  | 45700800020      |
| | Kriegerdenkmal                     | Filsum Osterende Flurstück: 030839-017-00173/094               | Kriegerdenkmal Obeliskartiges Denkmal auf Ziegelsockel von Eisernem Kreuz bekrönt. Kriegerdenkmal für die Gefallenen beider Weltkriege. Bedeutung: historisch, städtebaulich; wesentliche Begründung: 1.01 geschichtliche Bedeutung im Rahmen von Ortsgeschichte; Einzeldenkmal gemäß § 3.2 NDSchG |                           |                  | 457008.00032     |
| weitere Bilder | Kirche (St. Paulus, ev.)           | Filsum Osterende 37 Flurstück: 030839-016-00048/002 Karte      | Kirche (St. Paulus, ev.) mit: Friedhofswurt, Pforten; langgestreckte Saalkirche aus Backstein 2. Hälfte 13. Jahrhundert, der Chor Ende 13. Jh. Im Langhaus die Fenster nachträglich erweitert. Bedeutung: historisch, wissenschaftlich, städtebaulich; wesentliche Begründung: 1.04 geschichtliche Bedeutung aufgrund des Zeugnis- und Schauwertes für Kultur- und Geistesgeschichte; Einzeldenkmal gemäß § 3.2 NDSchG; in Gruppe baulicher Anlagen: 457008Gr0002                                                | 2. Hälfte 13. Jahrhundert |                  | 457008.00008M001 |
| Glockenturm | Glockenturm                        | Filsum Osterende 37 Flurstück: 030839-016-00048/002 Karte      | Glockenturm Freistehender Ziegelbau des Parallelmauertyps, erbaut 13. Jahrhundert; Bedeutung: historisch, wissenschaftlich, städtebaulich; wesentliche Begründung: 1.01 geschichtliche Bedeutung im Rahmen von Ortsgeschichte; Einzeldenkmal gemäß § 3.2 NDSchG; in Gruppe baulicher Anlagen: 457008Gr0002 | 13. Jahrhundert           |                  | 457008.00009     |
| BW | Gulfhaus (Gulfhaus)                | Filsum Schulstraße 1 Flurstück: 030839-016-00039/001 Karte     | Gulfhaus (Gulfhaus) eingeschossiger Wohnteil mit Drempel, stallseitig zweimal einspringend. Gliederung durch Gesimse, Lisenen und Fensterverdachungen. Datiert 1909. Einzeldenkmal gemäß § 3.2 NDSchG | 1909                      |                  | 45700800011      |
| BW | Gulfhaus (Gulfhaus)                | Filsum Schulstraße 2 Flurstück: 030839-016-00066/003 Karte     | Gulfhaus (Gulfhaus) Gruppe gemäß § 3.3 NDSchG |                           | 6. März 1987     | 45700800023      |
| BW | Gulfhaus (Gulfhaus)                | Filsum Schulstraße 3 Flurstück: 030839-016-00037/001 Karte     | Gulfhaus (Gulfhaus) Gruppe gemäß § 3.3 NDSchG |                           | 6. März 1987     | 45700800022      |
| BW | Wohnhaus                           | Filsum Steinende 5 Flurstück: 030839-010-00006/000 Karte       | Wohnhaus Gruppe gemäß § 3.3 NDSchG |                           | 6. März 1987     | 45700800021      |
| BW | Gulfhaus (Gulfhaus)                | Filsum Westerende 3 Flurstück: 030839-016-00055/001 Karte      | Gulfhaus (Gulfhaus) Gruppe gemäß § 3.3 NDSchG |                           | 6. März 1987     | 45700800024      |
| | Gulfhaus (Gulfhaus)                | Filsum Westerende 4 Flurstück: 030839-016-00131/002            | Gulfhaus (Gulfhaus); Bedeutung: historisch, städtebaulich; wesentliche Begründung: 4.4; konstituierender Bestandteil einer Gruppe gemäß § 3.3 NDSchG |                           | 6. März 1987     | 457008.00025     |
| BW | Gulfhaus (Gulfhaus)                | Filsum Westerende 8 Flurstück: 030839-016-00257/107 Karte      | Gulfhaus (Gulfhaus) mit: Backhaus; eingeschossiger Wohnteil mit Drempel. Gliederung durch Lisenen und Gesimse. Durchfahrtsdiele im östlichen Seitenschiff. Ende 19. Jahrhundert. Westlich des Haupthauses kleines Backhaus. Bedeutung: historisch, wissenschaftlich, städtebaulich; wesentliche Begründung: 1.06 geschichtliche Bedeutung aufgrund des Zeugnis- und Schauwertes durch beispielhafte Ausprägung eines Stils und / oder Gebäudetypus; konstituierender Bestandteil einer Gruppe gemäß § 3.3 NDSchG | Ende 19. Jahrhundert      |                  | 457008.00014M001 |
| BW | Bestandteil (Wohnhaus)             | Filsum Westerende 11 Flurstück: 030839-011-00060/001 Karte     | Bestandteil (Wohnhaus); Gruppe gemäß § 3.3 NDSchG |                           | 6. März 1987     | 45700800026      |
| BW | Gulfhaus (Gulfhaus)                | Filsum Westerende 12 Flurstück: 030839-016-00102/002 Karte     | Gulfhaus (Gulfhaus); Gruppe gemäß § 3.3 NDSchG |                           | 6. März 1987     | 45700800027      |
| BW | Bestandteil (Wohnhaus)             | Filsum Westerende 13 Flurstück: 030839-016-00061/000 Karte     | Bestandteil (Wohnhaus) Bedeutung: historisch, wissenschaftlich, städtebaulich; Gruppe gemäß § 3.3 NDSchG |                           |                  | 45700800028      |
| BW | Gulfhaus (Gulfhaus)                | Filsum Westerende 14 Flurstück: 030839-016-00101/002 Karte     | Gulfhaus (Gulfhaus) Durchfahrtsdiele mit abgeschrägtem Eingang. Eingeschossiger Wohnteil mit Drempel, stallseitig 2-mal einspringend. Blockrahmen-Fenster. Datiert 1861. Einzeldenkmal gemäß § 3.2 NDSchG | 1861                      |                  | 45700800005      |
| BW | Gulfhaus (Gulfhaus)                | Filsum Westerende 15 Flurstück: 030839-016-00063/001 Karte     | Gulfhaus (Gulfhaus) Gruppe gemäß § 3.3 NDSchG |                           | 6. März 1987     | 45700800029      |
| BW | Gulfhaus (Gulfhaus)                | Filsu Westerende 16 Flurstück: 030839-016-00098/002 Karte      | Gulfhaus (Gulfhaus) Gruppe gemäß § 3.3 NDSchG |                           | 6. März 1987     | 45700800030      |
| BW | Gulfhaus (Gulfhaus)                | Filsum Westerende 17 Flurstück: 030839-010-00005/000 Karte     | Gulfhaus (Gulfhaus) eingeschossiger Wohnteil mit Drempel, stallseitig zweimal einspringend. Gliederung durch Gesimse und Fensterverdachungen. 1903. Einzeldenkmal gemäß § 3.2 NDSchG | 1903                      |                  | 45700800010      |
| BW | Gulfhaus (Gulfhaus)                | Filsum Westerende 18 Flurstück: 030839-016-00164/094 Karte     | Gulfhaus (Gulfhaus) Gruppe gemäß § 3.3 NDSchG |                           | 6. März 1987     | 45700800031      |

## Lammertsfehn
| Bild | Bezeichnung                                        | Lage                                                            | Beschreibung | Bauzeit              | Eingetragen seit | Denkmal- nummer  |
| ---- | -------------------------------------------------- | --------------------------------------------------------------- | --- | -------------------- | ---------------- | ---------------- |
| BW   | Gulfhaus (Gulfhaus)                                | Lammertsfehn Ahornweg 1 Flurstück: 030841-001-00085/000 Karte   | Gulfhaus (Gulfhaus) eingeschossiger Wohnteil in Ziegelbauweise. Gliederung durch Traufgesimse und Fensterverdachungen. Ende 19. Jahrhundert Einzeldenkmal gemäß § 3.2 NDSchG | Ende 19. Jahrhundert |                  | 45700800012      |
| BW   | Wohn-/Wirtschaftsgebäude, ehem. (Landarbeiterhaus) | Lammertsfehn Eichenweg 19 Flurstück: 030839-001-00016/002 Karte | Wohn-/Wirtschaftsgebäude, ehem. (Landarbeiterhaus) mit: Backhaus; Kleines gulfhausähnliches Landarbeiterhaus. Wohnteil verputzt unter Satteldach, ehemaliger Stallteil aus Ziegelsicht-Mauerwerk unter Halbwalmdach. Bedeutung: historisch, wissenschaftlich; wesentliche Begründung: 1.06 geschichtliche Bedeutung aufgrund des Zeugnis- und Schauwertes durch beispielhafte Ausprägung eines Stils und / oder Gebäudetypus; konstituierender Bestandteil einer Gruppe gemäß § 3.3 NDSchG; in Gruppe baulicher Anlagen: 457008Gr0003 |                      |                  | 457008.00015M001 |